# Kit Hill
Kit Hill är ett berg i Storbritannien.   Det ligger i grevskapet Cornwall och riksdelen England, i den södra delen av landet, 300 km väster om huvudstaden London. Toppen på Kit Hill är 334 meter över havet. Kit Hill ingår i Hingston Down.
Terrängen runt Kit Hill är platt åt sydväst, men åt nordost är den kuperad.Runt Kit Hill är det ganska tätbefolkat, med 120 invånare per kvadratkilometer. Närmaste större samhälle är Saltash, 14,3 km söder om Kit Hill. Trakten runt Kit Hill består i huvudsak av gräsmarker.